# Peleteria adentata
Peleteria adentata là một loài ruồi trong họ Tachinidae.